# روبرت لي (مدرس)
روبرت لي (بالإنجليزية: Robert Lee)‏ هو مدرس نيوزيلندي، ولد في 1837 في غرانتهام في المملكة المتحدة، وتوفي في 18 يونيو 1922.